# Sainte-Eulalie-en-Born
Sainte-Eulalie-en-Born är en kommun i departementet Landes i regionen Nouvelle-Aquitaine i sydvästra Frankrike. Kommunen ligger i kantonen Parentis-en-Born som tillhör arrondissementet Mont-de-Marsan. År 2022 hade Sainte-Eulalie-en-Born 1 457 invånare.

## Befolkningsutveckling
Antalet invånare i kommunen Sainte-Eulalie-en-Born
Referens:INSEE